# Andrea Busiri Vici

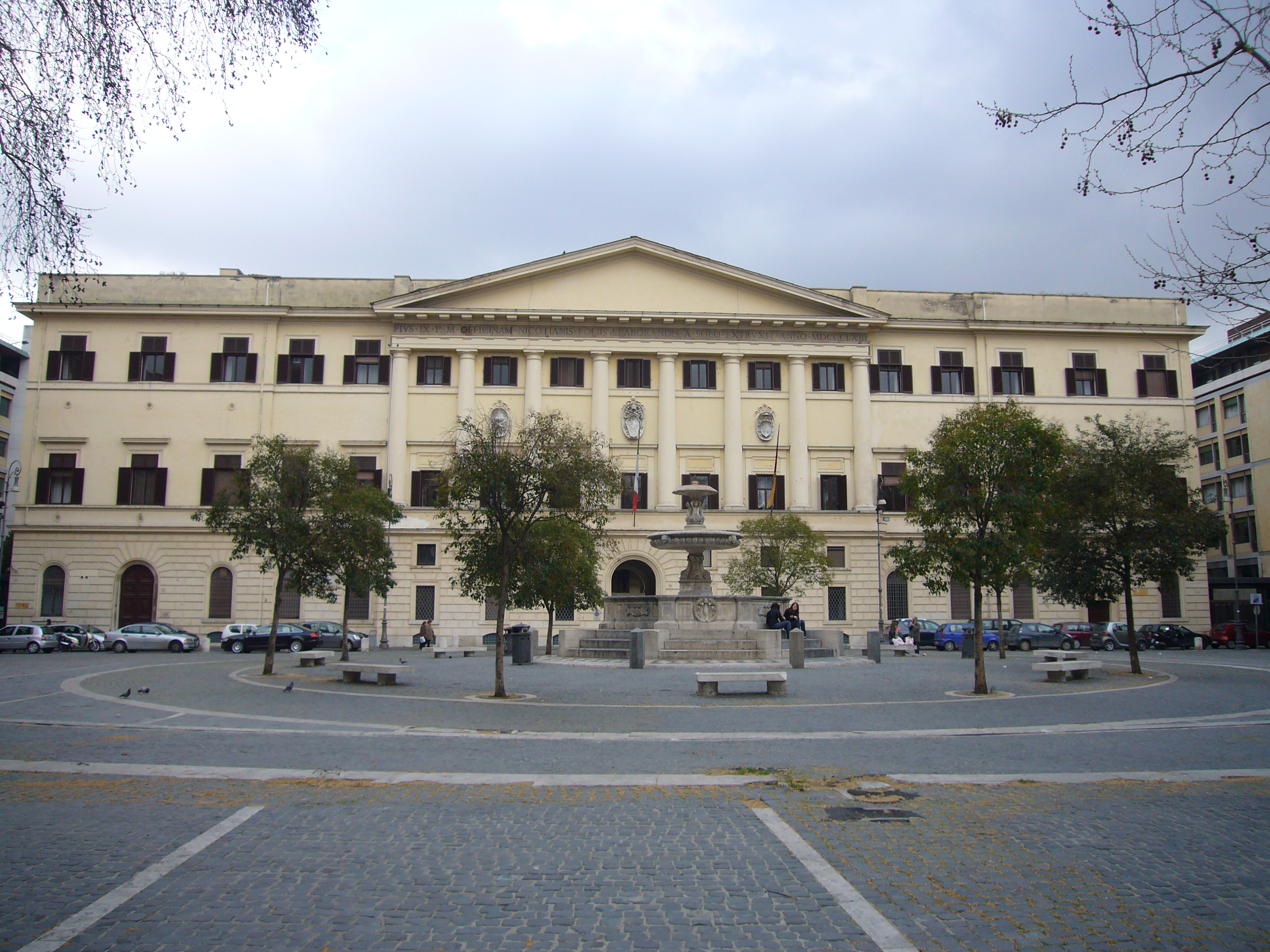
Piazza Mastai i Trastevere.

Andrea Busiri Vici, född 7 januari 1818 i Rom, död 12 november 1911 i Rom, var en italiensk arkitekt. Han var ordförande för Accademia di San Luca.
Busiri Vici ledde restaureringar av bland annat Sant'Agnese fuori le Mura, Sant'Agnese in Agone, San Giovanni in Laterano, Santa Maria in Cappella, Santa Maria Maggiore, San Lorenzo in Lucina och Natività di Nostro Signore Gesù Cristo degli Agonizzanti. Han är även upphovsman till systematiseringen av Piazza Mastai i Trastevere.